# Architectural Association School of Architecture
L'Architectural Association School of Architecture di Londra (comunemente detta AA o AA School of Architecture) è una delle principali scuole di architettura del Regno Unito e una delle più prestigiose e competitive al mondo. Il suo ampio programma di mostre, conferenze, simposi e pubblicazioni gli hanno conferito una posizione centrale nel dibattito sullo sviluppo globale nell'ambito della cultura architettonica contemporanea.

## Storia
È la più antica scuola indipendente di architettura del Regno Unito ed è stata fondata da due insoddisfatti giovani architetti (Robert Kerr 24 anni, e Charles Grey 24 anni) nel 1847 per fornirsi di un'unica via, con un'istruzione indipendente in un momento in cui la professione di architetto doveva ancora comparire nella forma che conosciamo oggi. Molti architetti passati tra le sue porte sono diventati celebri, e molti dei suoi studenti sono stati chiamati da eminenti personalità, tra cui John Ruskin e George Gilbert Scott.
La scuola venne formalmente istituzionalizzata nel 1890. Nel 1901, il movimento si trasferì al Museo Reale dell'Architettura. Nel 1920, si trasferì di nuovo, in Bedford Square, nella parte centrale di Londra, successivamente la scuola acquisì una sede in più in John Street e in Hooke Park a Dorset.
Dopo 150 anni, la AA è una delle maggiori scuole di architettura internazionali, attrae studenti e professionisti da oltre 60 paesi del mondo, e una lunga lista di visite di critici, letterati e altri partecipanti ingiro per il mondo ogni anno.
I corsi sono divisi in due aree: programma da studente universitario, che porte al Diploma della AA, e un programma postuniversitario, che include dei corsi di specializzazione in paesaggio urbano, edilizia e urbanistica, progettazione ambientale sostenibile, storia e teoria, tecnologie emergenti, laboratorio di ricerca della progettazione, oggigiorno ci sono anche corsi di conservazione architettonica, progettazione e conservazione del giardino. Fin dalla sua fondazione, la scuola continuò a delineare la sua istruzione con una progressiva pratica internazionale da parte del suo staff, che viene rinnovato ogni anno, con una continua rinnovazione nell'esplorazione dell'architettura.
La scuola è notevolmente esterna ai finanziamenti statali per il programma del sistema universitario, con tasse per la frequenza paragonabili a quelle di una scuola privata, concede anche borse di studio agli studenti aventi un certo merito. Dal momento che gli studenti non appartenenti all'Unione europea pagano tasse molto elevate per frequentare una università inglese, quindi, l'AA ha un prezzo piuttosto competitivo; qui si osserva che la scuola possiede una maggiore percentuale di studenti iscritti rispetto a molte altre scuole di architettura del Regno Unito.